# Андонов-Ченто, Методия
Методи Андонов-Ченто (макед. Методија Андонов-Ченто; 17 августа 1902, Прилеп — 24 июля 1957, Прилеп) — югославский и македонский государственный и политический деятель, антифашист, первый председатель президиума Антифашистского собрания по народному освобождению Македонии (АСНОМ).

## Биография
Торговец по профессии, был известен своими настроениями против сербского правления Македонии (Вардарской Бановины). Ещё в 1938 году баллотировался в парламент Югославии как самостоятельный оппозиционный кандидат, но не был избран. Один из организаторов демонстраций в Прилепе (1939), в честь праздника Илиндена (дня святого Илии), против сербской оккупации Македонии (Вардарской бановины). Был арестован. В 1940 году после требований о начале обучения на родном языке был интернирован и приговорён к смертной казни, которую избежал только чудом. После прихода болгарских войск в 1941 году отказался сотрудничать с новой властью, считая её бесперспективной. Его магазин в Прилепе стал центром встреч коммунистов, и вскоре Методи Андонов-Ченто был интернирован в лагерь «Чучулигово», в регионе города Петрича.
В октябре 1943 году бежал в итальянскую оккупационную зону Вардарской Македонии и включился в работу по созыву АСНОМ. 2 августа 1944 года избран председателем президиума АСНОМ — высшего органа Демократической Федеральной Македонии (затем Народной Республики Македонии). Его секретарём была Катерина Нурджиева, племянница Гоце Делчева, назначенная на этот пост по распоряжению Павла Шатева.
Методия добивался более широкой независимости Македонии в составе или вне Югославской Федерации. В 1946 году арестован и осужден на 11 лет заключения в ходе сфальсифицированного судебного процесса. Освобождён лишь через 9 лет и 4 месяца, но вскоре умер от рака желудка. В 1990 году все обвинения с него были сняты, в 1991 году был реабилитирован. Именем Андонова-Ченто назван жилой район в столице Республики Северная Македония Скопье.